# Italien ved vinter-OL 1952
Italien deltog ved Vinter-OL 1952 i Oslo med 33 sportsudøvere, 28 mænd og fem kvinder. De deltog i seks sportsgrene, og deltagernes resultater betød, at Italien blev sjettebedste nation ved disse lege med en guld- og en bronzemedalje. 

## Medaljer
| 1952 Oslo | Guld | Sølv | Bronze | Total |
| Italien   | 1    | 0    | 1      | 2     |

## Medaljevindere
De italienske medaljevindere var:
| Italien ved vinter-OL 1952 i Oslo | Italien ved vinter-OL 1952 i Oslo | Italien ved vinter-OL 1952 i Oslo | Italien ved vinter-OL 1952 i Oslo | Italien ved vinter-OL 1952 i Oslo |
| Medaljer                          | Deltager                          | Sport                             | Øvelse                            | Resultater                        |
| --------------------------------- | --------------------------------- | --------------------------------- | --------------------------------- | --------------------------------- |
| Guld                              | Zeno Colò                         | Alpint                            | Styrtløb, mænd                    |                                   |
| Bronze                            | Giulia Minuzzo                    | Alpint                            | Styrtløb, kvinder                 |                                   |